# Szlak Cysterski
Szlak Cysterski – szlak turystyczny wytyczony na terytorium Europy, obejmujący klasztory zakonu cystersów, także w Polsce. Został on powołany w 2010 roku w ramach programu Europejskich Dróg Kulturowych.

## Szlak Cysterski w Polsce
Szlak obejmuje następujące miejscowości:
- województwo dolnośląskie
  - Henryków – barokowy zespół klasztorny zbudowany w latach 1682–1685,
  - Kamieniec Ząbkowicki – zespół opactwa pocysterskiego z kościołem Wniebowzięcia NMP i św. Jakuba Starszego,
  - Krzeszów – zespół dawnego opactwa cystersów z późnobarokowym kościołem  o dwuwieżowej fasadzie, z Mauzoleum Piastów i zespołem kaplic; pomnik historii,
  - Lubiąż – barokowy zespół klasztorny, największe opactwo cysterskie w Europie,
  - Trzcińsko,
  - Trzebnica – XIII-wieczny klasztor i kościół klasztorny św. Bartłomieja  – obecnie sanktuarium św. Jadwigi,
- województwo kujawsko-pomorskie
  - Byszewo – kościół pocysterski zajmowany przez parafię rzymskokatolicką,
  - Chełmno – dawny klasztor cysterek zajmowany przez zgromadzenie Sióstr Miłosierdzia św. Wincentego à Paulo; jednym z cenniejszych zabytków jest figura Chrystusa Misteryjnego,
  - Koronowo – od 1819 roku w zabudowaniach poklasztornych znajduje się więzienie, natomiast kościół pocysterski pełni funkcję parafii rzymskokatolickiej,
  - Toruń – kościół św. Jakuba wraz z toruńską starówką wpisany na listę światowego dziedzictwa UNESCO,
- województwo lubuskie
  - Bledzew,
  - Gościkowo-Paradyż – zespół opactwa pocysterskiego, obecnie siedziba WSD Diecezji Zielonogórsko-Gorzowskiej,
  - Mironice,
  - Stary Dworek,
  - Zemsko,
- województwo łódzkie
  - Sulejów

- województwo małopolskie
  - Ludźmierz – Sanktuarium Matki Bożej Ludźmierskiej, Gaździny Podhala,
  - Mogiła – Opactwo Cystersów w Mogile
  - Szczyrzyc,
  - Szklane Domy – klasztor cysterski w Krakowie-Nowej Hucie jest klasztorem filialnym opactwa w Nowej Hucie-Mogile. Wspólnota zakonna zamieszkuje w nim od października 1990 roku,
- województwo opolskie
  - Jemielnica,

- województwo pomorskie
  - Oliwa,
  - Pelplin,
  - Żarnowiec,

- województwo śląskie
  - Rudy – obecnie w odbudowanym Pocysterskim Zespole Klasztorno-Pałacowym mieści się Ośrodek Formacyjno-Edukacyjny Diecezji Gliwickiej. Kościół pocysterski, obecnie Bazylika Mniejsza z obrazem Matki Bożej Pokornej,
- województwo świętokrzyskie
  - Jędrzejów,
  - Koprzywnica,
  - Wąchock,

- województwo wielkopolskieSzlak Cysterski na terenie Puszczy Zielonki
  - Kaszczor,

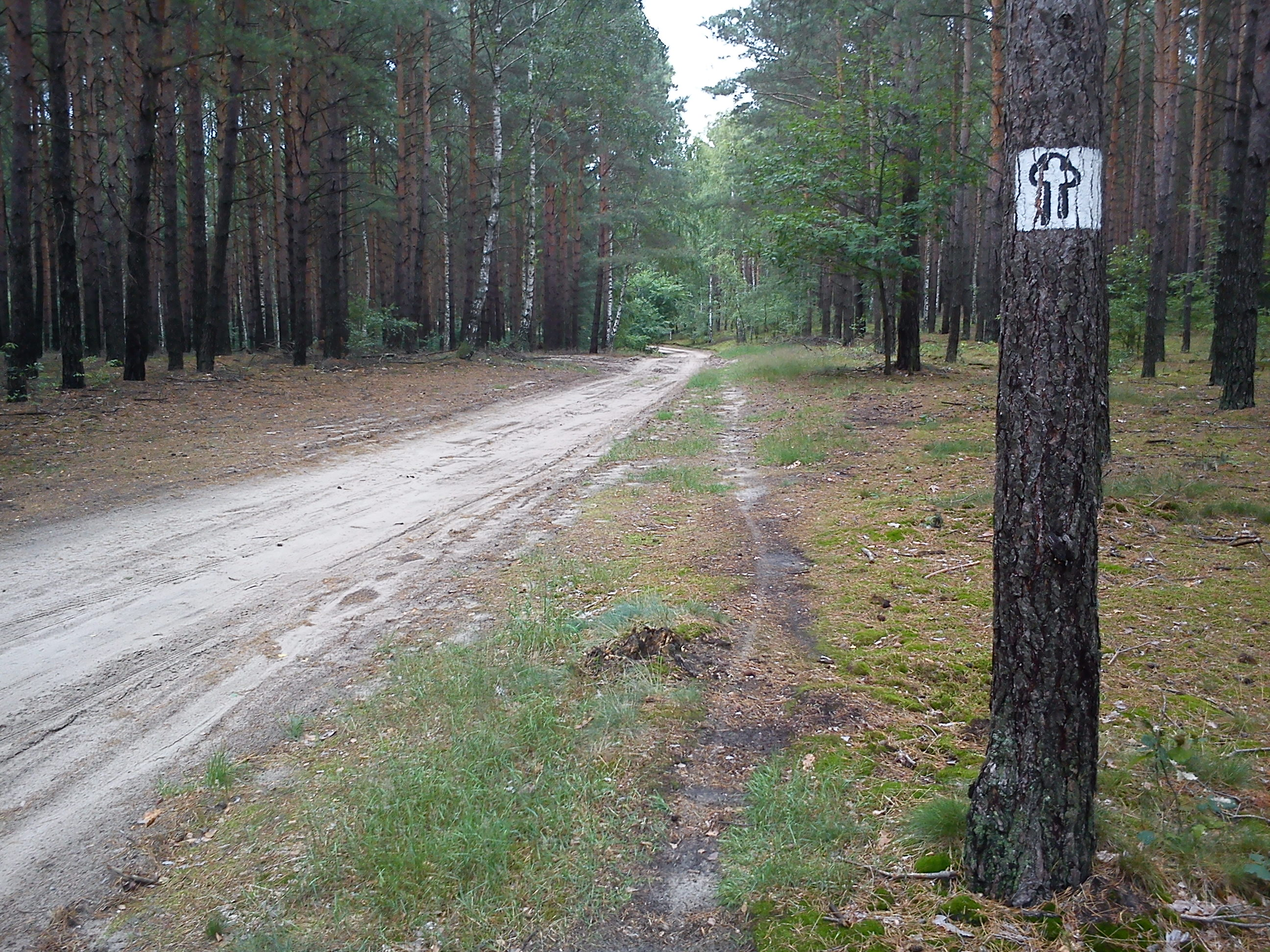
Szlak Cysterski na terenie Puszczy Zielonki

  - Ląd (pomnik historii – opactwo cystersów w Lądzie),
  - Łekno,
  - Obra,
  - Ołobok,
  - Owińska,
  - Przemęt,
  - Wągrowiec,
  - Wieleń Zaobrzański,

- województwo zachodniopomorskie
  - Bierzwnik – dawne opactwo cystersów zajmowane jest przez parafię rzymskokatolicką,
  - Bukowo Morskie
  - Cedynia – po klasztorze i kościele pozostało tylko skrzydło zachodnie, w którym znajdują się hotel i restauracja,
  - Choszczno,
  - Kołbacz – w budynkach dawnego opactwa znajdują się dom kultury, biblioteka i kościół parafialny,
  - Koszalin,
  - Marianowo,
  - Pełczyce,
  - Recz,
  - Szczecin,
  - Wolin.